# Jetlag
Jetlag är ett fysiologiskt tillstånd orsakat av störning av dygnsrytmen på grund av resa över flera tidszoner.
Jetlag orsakas av att kroppens dygnsrytm inte är synkroniserad med det verkliga dygnet där man befinner sig. Det beror på att kroppen inte kan ställa om dygnsrytmen omedelbart, utan omställningen sker inom några dagar.

## Beskrivning
Tidszonsskillnad är ett tillfälligt fysiologiskt tillstånd som uppstår när en persons cirkadiska rytm inte är synkroniserad med den tidszon där personen befinner sig, och är en typisk följd av snabb förflyttning över flera tidszoner (från öst till väst eller från väst till öst). Till exempel känner någon som reser från New York till London, det vill säga från väst till öst, att tiden är fem timmar tidigare än lokal tid, medan någon som reser från London till New York, alltså från öst till väst, känner att tiden är fem timmar senare än lokal tid. Fasförskjutningen vid resa från öst till väst kallas en fördröjning av den cirkadiska cykelns fas, medan vid resa från väst till öst kallas det en fasförskjutning framåt i cykeln. De flesta resenärer anser att det är svårare att anpassa sig till tidszoner när man reser österut. Tidszonsskillnad orsakas av en diskrepans mellan de inre cirkadiska klockorna och den yttre miljön och klassificeras som en störning i den cirkadiska sömn- och vakenhetsrytmen, vilket återspeglar dess grund i en störning av den biologiska rytmen snarare än allmän trötthet från resande.
Termen "jetlag" dök upp efter införandet av jetflygplan, eftersom det tidigare var ovanligt att resa tillräckligt långt och snabbt för att framkalla detta tillstånd. Jetlag är ett extremt stressande tillstånd, främst eftersom det inte finns några enkla sätt att undvika det. Tillståndet kan vara i flera dagar innan resenären helt anpassat sig till den nya tidszonen; i genomsnitt tar det en dag per timme av tidszonsförflyttning för att uppnå cirkadisk omställning. Tidszonsskillnad är särskilt allvarligt för flygpiloter, kabinpersonal och frekventa resenärer. Flygbolag har regler för att bekämpa pilottrötthet orsakad av tidszonsskiftningar. 
Jetlag har varit föremål för forskning inom olika områden, inklusive kronobiologi, sömnmedicin och flyghälsa. Många granskade studier har undersökt dess grundläggande mekanismer, hälsokonsekvenser och behandlingsstrategier. Forskningen pågår, särskilt i laboratorier fokuserade på cirkadisk biologi och sömnstörningar, vilket speglar tillståndets betydelse både för klinisk praxis och för arbetsmiljö.

## Symptom
Typiska symptom för jetlag inkluderar:
- Trötthet
- Sömnlöshet
- Illamående
- Orolig mage
- Koncentrationssvårigheter
- Huvudvärk
- Dehydrering
- Irritabilitet

Man talar om grader av jetlag i form av antal timmar som dygnsrytmen förskjutits. Förskjutningen definieras som det minsta antal timmar från den verkliga tiden på dygnet till den upplevda tiden på dygnet. Därför är det maximala antalet timmars jetlag man kan uppleva 12. Störningen i dygnsrytm kan också ske i två riktningar; kroppens dygnsrytm kan ligga före det verkliga dygnet, vilket vanligen sker när man reser västerut över tidszoner, eller så kan kroppens dygnsrytm ligga efter det verkliga dygnet, vilket vanligen sker när man reser österut över tidszoner.
Dygnsrytmen, eller den cirkadiska rytmen som den också kallas, innebär att människokroppen är inställd på att dygnet har 24 timmar. Det är också den cirkadiska rytmen som styr över våra hungerkänslor, trötthet, matsmältning och kroppens temperatur. Vid resor som går genom fler än en tidszon får kroppen inte möjlighet att ställa om sig till den lokala tiden. Denna brist på anpassning är den främsta orsaken till att jetlag uppstår.
Personer som reser genom åtminstone två tidszoner drabbas ofta av symptom på jetlag. Personer som har ett strikt sömnmönster är särskilt utsatta för att drabbas av detta tillstånd. Jetlag kan även orsakas av vätskebrist och låga syrenivåer vid flygning. På grund av att dagen bli kortare när man färdas österut, är symptomen på jetlag ofta särskilt tydliga då man färdas i det väderstrecket.

## Förebyggnad och återhämtning
Samtida forskning har visat att hormonet melatonin kan reducera effekterna av jetlag. Det finns vidare många produkter på marknaden som marknadsförs som medel mot jetlag. Eftersom upplevelsen av jetlag varierar mellan individer är det svårt att utvärdera effektiviteten hos dessa produkter.
Det finns även metoder som inte kräver behandling. Ett sätt att är att successivt före resan anpassa sig till destinationens tid. Detta är emellertid svårare för dem som reser ofta, har fasta arbetstider eller när flyget avgår på olämpliga tider, till exempel på kvällen från Europa till Asien.
Några tips från resetidningen Vagabond är att sova på flygplanet när man ska anlända till destinationen på morgonen samt att följa lokaltiden för resmålet. Man bör även undvika alkoholhaltiga drycker på flyget, dricka mycket vatten och avstå mirakelmediciner, enligt Vagabond.
Något annat som visat sig fungera är att undvika mat före eller under flygresan. Det innebär att man kan sova och dricka hur mycket man vill, men inte äta. Däremot kan man äta när man kommer fram. Detta utfördes i programmet 10 tips för en bättre sömn som visades på SVT1.
Återhämtning från jetlag sker vanligen successivt genom att sova regelbundet på tider som är normal för den tidszon man befinner sig i. Vanligen går jetlag över inom en vecka även vid långa resor, och på betydligt kortare tid vid kortare resor.